# ارنستو پائولو
ارنستو پائولو (پرتغالی: Ernesto Paulo؛ زادهٔ ۲ فوریهٔ ۱۹۵۴) مربی فوتبال اهل برزیل است.
وی در سال ۱۹۹۱ مربی تیم ملی فوتبال برزیل بوده است.